# Список губернаторов Колорадо
Губерна́тор Колора́до (англ. Governor of Colorado) является главой исполнительной власти и главнокомандующим Национальной гвардией штата.
Губернатор обеспечивает соблюдение законов штата, имеет право утверждать либо налагать вето на законопроекты, принятые Генеральной ассамблеей штата, созывать легислатуру и миловать преступников, за исключением случаев государственной измены и импичмента.
Губернаторами Территории Колорадо, которых назначал президент США, были семь человек. После приёма штата в состав Союза, губернаторами были 36 человек, которые занимали эту должность в общей сложности 41 срок. Дольше всех должность занимали Ричард Ламм и Рой Ромер, каждый из которых служил 12 лет. Самый краткий срок полномочий был зафиксирован 17 марта 1905 года, в день, когда в штате сменилось три губернатора: на выборах победил Алва Адамс, однако вскоре после его вступления в должность легислатура объявила губернатором Джеймса Пибоди, но при условии, что тот немедленно уйдёт в отставку, а его место займёт вице-губернатор Джесси Макдональд. Таким образом, Пибоди пробыл губернатором всего несколько минут.
Должность губернатора Колорадо была учреждена в 1876 году. Первым губернатором стал Джон Лонг Раутт. Нынешний губернатор Джон Хикенлупер вступил в должность 11 января 2011 года.
|  |  |

## Губернаторы

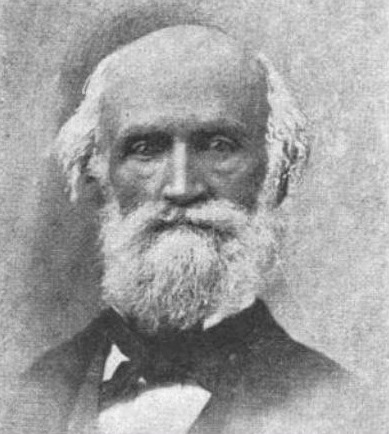
Роберт Стил

### Губернатор Территории Джефферсон
Самопровозглашённая Территория Джефферсон была организована 7 ноября 1859 года. Она включала всю территорию современного штата Колорадо, а также небольшую часть прилегающих штатов, но никогда не была признана федеральным правительством. Единственным губернатором был Роберт Стил.

### Губернаторы Территории Колорадо
Территория Колорадо была организована 28 февраля 1861 года из частей территорий Нью-Мексико, Юта и Небраска, и неорганизованной территории, которая ранее была западной частью Территории Канзас.
| # | Фото | Губернатор                                                | Начало полномочий | Окончание полномочий | Кем назначен    | Ссылки         |
| - | ---- | --------------------------------------------------------- | ----------------- | -------------------- | --------------- | -------------- |
| 1 |      | Уильям Гилпин William Gilpin (1813—1894)                  | 25 марта 1861     | 26 марта 1862        | Авраам Линкольн | [ К 1 ] [ 4 ]  |
| 2 |      | Джон Эванс John Evans (1814—1897)                         | 26 марта 1862     | 17 октября 1865      | Авраам Линкольн | [ К 2 ] [ 6 ]  |
| 3 |      | Александр Каммингс Alexander Cummings (1810—1879)         | 17 октября 1865   | 24 апреля 1867       | Эндрю Джонсон   | [ 7 ]          |
| 4 |      | Александр Кэмерон Хант Alexander Cameron Hunt (1825—1894) | 24 апреля 1867    | 14 июня 1869         | Эндрю Джонсон   | [ 8 ]          |
| 5 |      | Эдвард Муди Маккук Edward Moody McCook (1833—1909)        | 14 июня 1869      | 1873                 | Улисс Грант     | [ К 3 ] [ 9 ]  |
| 6 |      | Сэмюэл Хитт Элберт Samuel Hitt Elbert (1833—1899)         | 4 апреля 1873     | 1874                 | Улисс Грант     | [ К 4 ] [ 10 ] |
| 7 |      | Эдвард Муди Маккук Edward Moody McCook (1833—1909)        | 19 июня 1874      | 29 марта 1875        | Улисс Грант     | [ 9 ]          |
| 8 |      | Джон Лонг Раутт John Long Routt (1826—1907)               | 29 марта 1875     | 1 августа 1876       | Улисс Грант     | [ 11 ]         |

### Губернаторы штата Колорадо
Штат Колорадо был принят в Союз 1 августа 1876 года.
Кандидату на должность губернатора должно быть не менее 30 лет, он должен быть гражданином США и не менее двух лет до выборов жить на территории штата. Согласно принятой в 1876 году Конституции штата, выборы губернатора проводились каждые два года. В 1956 году была принята поправка, увеличившая этот термин до четырёх лет. Поправка вступила в силу в 1959 году. Новоизбранный губернатор вступает в должность во второй вторник января после выборов. Изначально конституция не накладывала ограничений на количество терминов, но в 1992 году была принята поправка, согласно которой губернатор может быть переизбран только один раз. Губернаторы, отслужившие два полных срока подряд, снова получают право избираться через четыре года после отставки.
В случае, если место губернатора становится вакантным, его занимает вице-губернатор штата. Если и место губернатора, и место вице-губернатора становятся вакантными, то губернатором становится первый названный из следующих членов Генеральной Ассамблеи, который состоит в той же политической партии, что и губернатор: председатель Сената, спикер Палаты представителей, лидер меньшинства Сената, или лидер меньшинства в Палате представителей.
Вице-губернатор изначально избирался отдельно от губернатора. В 1968 году в Конституцию штата была внесена поправка, согласно которой вице-губернатор избирается вместе с губернатором.
| Партия          | Число губернаторов |
| Демократическая | 22                 |
| Республиканская | 19                 |
| Народная партия | 1                  |

| #  | Фото                                          | Фамилия                                                                  | Начало полномочий | Окончание полномочий | Партия                 | Вице-губернатор                                              | Срок  | Ссылки          |
| -- | --------------------------------------------- | ------------------------------------------------------------------------ | ----------------- | -------------------- | ---------------------- | ------------------------------------------------------------ | ----- | --------------- |
| 1  |                                               | Джон Лонг Раутт John Long Routt (1826—1907)                              | 1 августа 1876    | 14 января 1879       | республиканская        | Лафайет Хэд Lafayette Head                                   | 1     | [ 18 ]          |
| 2  |                                               | Фредерик Уокер Питкин Frederick Walker Pitkin (1837—1886)                | 14 января 1879    | 9 января 1883        | республиканская        | Хорас Остин Уорнер Тейбор Horace Austin Warner Tabor         | 2     | [ 19 ]          |
| 3  |                                               | Джеймс Бентон Грант James Benton Grant (1848—1911)                       | 9 января 1883     | 13 января 1885       | Демократическая партия | Уильям Мейер William H. Meyer                                | 1     | [ 20 ] [ 21 ]   |
| 4  |                                               | Бенджамин Харрисон Итон Benjamin Harrison Eaton (1833—1904)              | 13 января 1885    | 11 января 1887       | республиканская        | Питер Брин Peter W. Breene                                   | 1     | [ 22 ]          |
| 5  |                                               | Алва Адамс Alva Adams (1850—1922)                                        | 11 января 1887    | 8 января 1889        | демократическая        | Норман Мелдрам Norman H. Meldrum                             | 1     | [ 23 ]          |
| 6  |                                               | Джоб Адамс Купер Job Adams Cooper (1843—1899)                            | 8 января 1889     | 13 января 1891       | республиканская        | Уильям Гровер Смит William Grover Smith                      | 1     | [ 24 ]          |
| 7  |                                               | Джон Лонг Раутт John Long Routt (1826—1907)                              | 13 января 1891    | 10 января 1893       | республиканская        | Уильям Стори William Story                                   | 1     | [ 18 ]          |
| 8  |                                               | Дэвис Хансон Уэйт Davis Hanson Waite (1825—1901)                         | 10 января 1893    | 8 января 1895        | Народная партия        | Дэвид Хопкинсон Николс David Hopkinson Nichols               | 1     | [ 25 ]          |
| 9  |                                               | Альберт Уиллс Макинтайр Albert Wills McIntire (1853—1935)                | 8 января 1895     | 12 января 1897       | республиканская        | Джаред Браш Jared L. Brush                                   | 1     | [ 26 ]          |
| 10 |                                               | Алва Адамс Alva Adams (1850—1922)                                        | 12 января 1897    | 10 января 1899       | демократическая        | Джаред Браш Jared L. Brush                                   | 1     | [ 23 ]          |
| 11 |                                               | Чарльз Сполдинг Томас Charles Spalding Thomas (1849—1931)                | 10 января 1899    | 8 января 1901        | демократическая        | Фрэнсис Патрик Карни Francis Patrick Carney                  | 1     | [ 27 ]          |
| 12 |                                               | Джеймс Брэдли Орман James Bradley Orman (1849—1919)                      | 8 января 1901     | 13 января 1903       | демократическая        | Дэвид Кортни Коутс David Courtney Coates                     | 1     | [ 29 ]          |
| 13 |                                               | Джеймс Хэмилтон Пибоди James Hamilton Peabody (1852—1917)                | 13 января 1903    | 10 января 1905       | республиканская        | Уоррен Армстронг Хэгготт Warren Armstrong Haggott            | 1     | [ 32 ]          |
| 14 |                                               | Алва Адамс Alva Adams (1850—1922)                                        | 10 января 1905    | 17 марта 1905        | демократическая        | Артур Корнфорт Arthur Cornforth                              | 1⁄3   | [ 23 ]          |
| 15 |                                               | Джеймс Хэмилтон Пибоди James Hamilton Peabody (1852—1917)                | 17 марта 1905     | 17 марта 1905        | республиканская        | Джесси Фуллер Макдональд Jesse Fuller McDonald               | 1⁄3   | [ 32 ]          |
| 16 |                                               | Джесси Фуллер Макдональд Jesse Fuller McDonald (1858—1942)               | 17 марта 1905     | 8 января 1907        | республиканская        | Фред Паркс Fred W. Parks                                     | 1⁄3   | [ 33 ]          |
| 17 |                                               | Генри Огастус Бухтель Henry Augustus Buchtel (1847—1924)                 | 8 января 1907     | 12 января 1909       | республиканская        | Эрастус Харпер Erastus Harper                                | 1     | [ 34 ]          |
| 18 |                                               | Джон Франклин Шафрот John Franklin Shafroth (1854—1922)                  | 12 января 1909    | 14 января 1913       | демократическая        | Стивен Фитцгарральд Stephen R. Fitzgarrald                   | 2     | [ 35 ] [ 36 ]   |
| 19 |                                               | Элиас Милтон Аммонс Elias Milton Ammons (1860—1925)                      | 14 января 1913    | 12 января 1915       | демократическая        | Стивен Фитцгарральд Stephen R. Fitzgarrald                   | 1     | [ 37 ]          |
| 20 |                                               | Джордж Альфред Карлсон George Alfred Carlson (1876—1926)                 | 12 января 1915    | 9 января 1917        | республиканская        | Мозес Льюис Moses E. Lewis                                   | 1     | [ 38 ]          |
| 21 |                                               | Джулиус Кэлдин Гантер Julius Caldeen Gunter (1858—1940)                  | 9 января 1917     | 14 января 1919       | демократическая        | Джеймс Пуллиам James A. Pulliam                              | 1     | [ 39 ]          |
| 22 |                                               | Оливер Генри Шуп Oliver Henry Shoup (1869—1940)                          | 14 января 1919    | 9 января 1923        | республиканская        | Джордж Стефан George Stephan                                 | 2     | [ 40 ]          |
| 22 | Эрл Кули Earl Cooley                          | Оливер Генри Шуп Oliver Henry Shoup (1869—1940)                          | 14 января 1919    | 9 января 1923        | республиканская        |                                                              | 2     | [ 40 ]          |
| 23 |                                               | Уильям Эллери Свит William Ellery Sweet (1869—1942)                      | 9 января 1923     | 13 января 1925       | демократическая        | Роберт Фэй Рокуэлл Robert Fay Rockwell                       | 1     | [ 41 ]          |
| 24 |                                               | Кларенс Морли Clarence Morley (1869—1948)                                | 13 января 1925    | 11 января 1927       | республиканская        | Стерлинг Бёрд Лейси Sterling Byrd Lacy                       | 1     | [ 42 ]          |
| 25 |                                               | Уильям Герберт Адамс William Herbert Adams (1861—1954)                   | 11 января 1927    | 10 января 1933       | демократическая        | Джордж Милтон Корлетт George Milton Corlett                  | 3     | [ 43 ]          |
| 25 | Эдвин Карл Джонсон Edwin Carl Johnson         | Уильям Герберт Адамс William Herbert Adams (1861—1954)                   | 11 января 1927    | 10 января 1933       | демократическая        |                                                              | 3     | [ 43 ]          |
| 26 |                                               | Эдвин Карл Джонсон Edwin Carl Johnson (1884—1970)                        | 10 января 1933    | 1 января 1937        | демократическая        | Рэймонд Герберт Талбот Raymond Herbert Talbot                | 1+1⁄2 | [ К 13 ] [ 44 ] |
| 27 |                                               | Рэймонд Герберт Талбот Raymond Herbert Talbot (1896—1955)                | 1 января 1937     | 12 января 1937       | демократическая        | вакантно                                                     | 1⁄2   | [ 45 ]          |
| 28 |                                               | Теллер Аммонс Teller Ammons (1895—1972)                                  | 12 января 1937    | 10 января 1939       | демократическая        | Фрэнк Хейз Frank J. Hayes                                    | 1     | [ 46 ]          |
| 29 |                                               | Ральф Лоуренс Карр Ralph Lawrence Carr (1887—1950)                       | 10 января 1939    | 12 января 1943       | республиканская        | Джон Чарльз Вивиан John Charles Vivian                       | 2     | [ 47 ]          |
| 30 |                                               | Джон Чарльз Вивиан John Charles Vivian (1889—1964)                       | 12 января 1943    | 14 января 1947       | республиканская        | Уильям Юджин Хигби William Eugene Higby                      | 2     | [ 48 ]          |
| 31 |                                               | Уильям Ли Ноус William Lee Knous (1889—1959)                             | 14 января 1947    | 15 апреля 1950       | демократическая        | Хомер Пирсон Homer L. Pearson                                | 1+1⁄2 | [ 49 ]          |
| 31 | Уолтер Уолфорд Джонсон Walter Walford Johnson | Уильям Ли Ноус William Lee Knous (1889—1959)                             | 14 января 1947    | 15 апреля 1950       | демократическая        |                                                              | 1+1⁄2 | [ 49 ]          |
| 32 |                                               | Уолтер Уолфорд Джонсон Walter Walford Johnson (1904—1987)                | 15 апреля 1950    | 9 января 1951        | демократическая        | Чарльз Мёрфи Charles P. Murphy                               | 1⁄2   | [ 50 ]          |
| 33 |                                               | Дэниел Айзек Торнтон Daniel Isaac J. Thornton (1911—1976)                | 9 января 1951     | 11 января 1955       | республиканская        | Гордон Ллевеллин Эллотт Gordon Llewellyn Allott              | 2     | [ 51 ]          |
| 34 |                                               | Эдвин Карл Джонсон Edwin Carl Johnson (1884—1970)                        | 11 января 1955    | 8 января 1957        | демократическая        | Стивен Лусид Роберт Макниколс Stephen Lucid Robert McNichols | 1     | [ 44 ]          |
| 35 |                                               | Стивен Лусид Роберт Макниколс Stephen Lucid Robert McNichols (1914—1997) | 8 января 1957     | 8 января 1963        | демократическая        | Фрэнк Хэйс Frank L. Hays                                     | 2     | [ 52 ]          |
| 35 | Роберт Ли Ноус Robert Lee Knous               | Стивен Лусид Роберт Макниколс Stephen Lucid Robert McNichols (1914—1997) | 8 января 1957     | 8 января 1963        | демократическая        |                                                              | 2     | [ 52 ]          |
| 36 |                                               | Джон Артур Лав John Arthur Love (1916—2002)                              | 8 января 1963     | 16 июля 1973         | республиканская        | Роберт Ли Ноус Robert Lee Knous                              | 2+1⁄2 | [ 53 ]          |
| 36 | Марк Энтони Хоган Mark Anthony Hogan          | Джон Артур Лав John Arthur Love (1916—2002)                              | 8 января 1963     | 16 июля 1973         | республиканская        |                                                              | 2+1⁄2 | [ 53 ]          |
| 36 | Джон Дэвид Вандерхоф John David Vanderhoof    | Джон Артур Лав John Arthur Love (1916—2002)                              | 8 января 1963     | 16 июля 1973         | республиканская        |                                                              | 2+1⁄2 | [ 53 ]          |
| 37 |                                               | Джон Дэвид Вандерхоф John David Vanderhoof (1922—2013)                   | 16 июля 1973      | 14 января 1975       | республиканская        | Тед Стрикленд Ted L. Strickland                              | 1⁄2   | [ 54 ]          |
| 38 |                                               | Ричард Ламм Richard Lamm (1935—2021)                                     | 14 января 1975    | 13 января 1987       | демократическая        | Джордж Лесли Браун George Leslie Brown                       | 3     | [ 55 ]          |
| 38 | Нэнси Дик Nancy E. Dick                       | Ричард Ламм Richard Lamm (1935—2021)                                     | 14 января 1975    | 13 января 1987       | демократическая        |                                                              | 3     | [ 55 ]          |
| 39 |                                               | Рой Ромер Roy Romer (род. 1928)                                          | 13 января 1987    | 12 января 1999       | демократическая        | Майк Кэллихэн Mike Callihan                                  | 3     | [ 56 ]          |
| 39 | Сэмюэл Кэссиди Samuel H. Cassidy              | Рой Ромер Roy Romer (род. 1928)                                          | 13 января 1987    | 12 января 1999       | демократическая        |                                                              | 3     | [ 56 ]          |
| 39 | Гейл Шёттлер Gail Schoettler                  | Рой Ромер Roy Romer (род. 1928)                                          | 13 января 1987    | 12 января 1999       | демократическая        |                                                              | 3     | [ 56 ]          |
| 40 |                                               | Билл Оуэнс Bill Owens (род. 1950)                                        | 12 января 1999    | 9 января 2007        | республиканская        | Джо Роджерс Joe Rogers                                       | 2     | [ 57 ]          |
| 40 | Джейн Нортон Jane E. Norton                   | Билл Оуэнс Bill Owens (род. 1950)                                        | 12 января 1999    | 9 января 2007        | республиканская        |                                                              | 2     | [ 57 ]          |
| 41 |                                               | Билл Риттер Bill Ritter (род. 1956)                                      | 9 января 2007     | 11 января 2011       | демократическая        | Барбара О’Брайен Barbara O’Brien                             | 1     | [ 58 ]          |
| 42 |                                               | Джон Хикенлупер John Hickenlooper (род. 1952)                            | 11 января 2011    | 8 января 2019        | демократическая        | Джозеф Гарсиа Joseph A. García                               | 2     | [ 59 ]          |
| 43 |                                               | Джаред Полис Jared Polis (род. 1975)                                     | 8 января 2019     | в должности          | демократическая        | Дайан Примавера Dianne Primavera                             | 1     |                 |

## Другие должности губернаторов
Три губернатора занимали другие высокие посты, все они представляли Колорадо в Сенате США, а один также был членом Палаты представителей. Один губернатор (отмеченный *) ушёл в отставку, чтобы занять место в Сенате.
| Губернатор            | Термин должности     | Другие должности                    | Ссылки |
| --------------------- | -------------------- | ----------------------------------- | ------ |
| Чарльз Сполдинг Томас | 1899—1901            | сенатор                             | [ 27 ] |
| Джон Франклин Шафрот  | 1909—1913            | член Палаты представителей, сенатор | [ 36 ] |
| Эдвин Карл Джонсон    | 1933—1937, 1955—1957 | сенатор*                            | [ 60 ] |

## Ныне живущие бывшие губернаторы
По состоянию на июль 2021 года живы четверо бывших губернаторов Колорадо.
| Губернатор      | Срок полномочий | Дата рождения   |
| --------------- | --------------- | --------------- |
| Рой Ромер       | 1987—1999       | 31 октября 1928 |
| Билл Оуэнс      | 1999—2007       | 22 октября 1950 |
| Билл Риттер     | 2007—2011       | 6 сентября 1956 |
| Джон Хикенлупер | 2011—2019       | 7 февраля 1952  |

## Комментарии
1. ↑  Территория Колорадо была образована 28 февраля 1861 года, однако губернатор был назначен лишь 25 марта 1861 года. Гилпин прибыл на территорию лишь 27 мая 1861 года. Был отстранён от должности за ненадлежащее расходование средств из федеральной казны.
2. ↑  Вышел в отставку по требованию президента Эндрю Джонсона после бойни на Сэнд-Крик. Заявление об отставке было подано 18 июля 1865 года[5].
3. ↑  Отстранен от должности по ходатайству.[9]
4. ↑  Записи показывают, что Элберт занимал должность «менее года», но его преемник был назначен только 19 июня 1874 года, когда уже минуло 14 месяцев с дня вступления Элберта в должность.[10]
5. ↑  Вице-губернаторы представляют ту же партию, что и губернаторы, если не указано другое.
6. 1 2 3 4 5 6  Представлял Республиканскую партию.
7. ↑  Представлял Народную партию.
8. ↑  The Colorado State Archives относит Коатса к демократам; однако современная ему газета New York Times указывает, что он был избран от Народной партии, а позже примкнул к социалистам.[28]
9. ↑  The Colorado State Archives указывает, что Хэгготт занимал должность с 1902 по 1903 год; однако другие источники говорят, что он занимал должность во время губернаторства Пибоди[30] до 1904 года[31], поэтому можно предположить, что в Archives ошибка.
10. 1 2 3  Выборы 1904 года отличались многочисленными фальсификациями и мошенничеством. На выборах победил Альва Адамс, но вскоре после его вступления в должность легислатура, в которой большинство принадлежало республиканцам, объявила фактическим победителем Джеймса Пибоди, при условии, что тот немедленно уйдёт в отставку. Сразу после отставки Пибоди, должность занял его вице-губернатор Джесси Макдональд. В целом, 17 марта 1905 года в Колорадо было три губернатора.
11. 1 2 3  Представлял Демократическую партию.
12. ↑  Вышел в отставку, чтобы занять место в Сенате США.
13. ↑  Вышел в отставку, чтобы занять место в Сенате США.
14. 1 2 3  Занял вакантную должность губернатора как вице-губернатор.
15. ↑  Вышел в отставку, чтобы стать членом Окружного суда США по судебному округу Колорадо.
16. ↑  Во время нахождения Макниколса в должности срок губернаторских полномочий был увеличен с двух до четырёх лет. Поэтому первый термин Макниколса был продолжительностью два года, а второй — четыре
17. ↑  Вышел в отставку, чтобы занять должность директора офиса по энергетике.
18. ↑  Первый полный срок губернатора Джона Хикенлупера истекает 13 января 2015 года.